# XXXII. Olimpijske igre – Tokio 2020.
XXXII. Ljetne olimpijske igre održale su se u japanskom glavnom gradu Tokiju od 23. srpnja do 8. kolovoza 2021. godine. Po standardnom olimpijskom rasporedu igre su trebale biti održane od 24. srpnja do 9. kolovoza 2020. godine, no zbog pandemije COVID-19 virusa, prebačene su za sljedeću godinu. To je bilo drugo izdanje Olimpijskih igara, koje su se održale u Tokiju, nakon onog 1964.
Domaćin je odabran u Buenos Airesu 7. rujna 2013. U prvom krugu glasovanja ispao je španjolski grad Madrid, a u drugom turski Istanbul. Stoga će se dvaput zaredom najveći športski događaj na svijetu održati izvan Europe, pošto je brazilski grad Rio de Janeiro domaćin OI 2016. Nakon 12 godina OI će se opet održati u Aziji i na Dalekom istoku, pošto je kineski glavni grad Peking bio domaćin OI 2008. Cijeli islamski svijet još nikada nije ugostio Igre. Madridu također nikada nije pripala ta čast, ali jest Barceloni 1992. Afrika je ostala jedini kontinent na kojem Olimpijske igre nikada nisu održane.
Hrvanju koje ima tradiciju dugu 3 000 godina prijetilo je izbacivanje s popisa olimpijskih športova. Dana, 8. rujna 2013. MOO je odlučio, da hrvanje ostaje olimpijski šport. Na glasovanju, hrvanje je dobilo 49 od 95 glasova, bejzbol i softbol dobili su 24, a skvoš 22 glasa.
| Ishodi glasovanja za kandidate OI 2020. | Ishodi glasovanja za kandidate OI 2020. | Ishodi glasovanja za kandidate OI 2020. | Ishodi glasovanja za kandidate OI 2020. | Ishodi glasovanja za kandidate OI 2020. | Ishodi glasovanja za kandidate OI 2020. |
| --------------------------------------- | --------------------------------------- | --------------------------------------- | --------------------------------------- | --------------------------------------- | --------------------------------------- |
| Grad                                    | Država                                  | 1. krug                                 | Dodatni krug                            | 2. krug                                 |                                         |
| Tokio                                   | Japan                                   | 42                                      | -                                       | 60                                      |                                         |
| Istanbul                                | Turska                                  | 26                                      | 49                                      | 36                                      |                                         |
| Madrid                                  | Španjolska                              | 26                                      | 45                                      | -                                       |                                         |

## Popis olimpijskih disciplina
- Discipline u vodi (skokovi u vodu, plivanje, sinkronizirano plivanje, vaterpolo)
- Streličarstvo
- Atletika
- Badminton
- Bejzbol (nova disciplina)
- Softbol (nova disciplina)
- Košarka
- Boks
- Kanu
- Biciklističke discipline (BMX utrke, BMX slobodno, brdski biciklizam, cestovni biciklizam i kronometar)
- Konjički sport
- Mačevanje
- Hokej na travi
- Nogomet
- Golf
- Gimnastičke discipline (umjetnička gimnastika, ritmička gimnastika, trampolinska gimnastika)
- Rukomet
- Judo
- Karate (nova disciplina)
- Moderni petoboj
- Veslanje
- Ragbi
- Jedrenje
- Streljaštvo
- Skateboarding (nova disciplina)
- Sportsko penjanje (nova disciplina)
- Surfanje (nova disciplina)
- Stolni tenis
- Taekwondo
- Tenis
- Triatlon
- Odbojka u dvorani
- Odbojka na pijesku
- Dizanje utega
- Hrvanje

Ljetne olimpijske igre 2020. tradicionalno će završiti muškim maratonom, koji će se održati u udaljenom gradu Sapporu. Ovim potezom organizatori žele izbjeći toplinski val u gradu Tokiju, te istovremeno zaštititi sve sudionike maratona od paklenih uvjeta kolovoške vrućine japanske prijestolnice.

## Olimpijska mjesta i lokacije
Ljetne olimpijske igre 2020. održat će se na sljedećim mjestima:
- Olimpijski stadion
- Sveučilište Metropolitan u Tokiju
- Nacionalni stadion Yoyogi
- Nippon Budokan
- Vrt carske palače
- Međunarodni forum u Tokiju
- Kokugikan arena
- Ariake arena
- Olimpijski gimnastički centar Ariake
- Olimpijska BMX staza
- Ariake teniski park
- Olimpijski gimnastički centar Ariake
- Olimpijska BMX staza
- Ariake teniski park
- Vodeni park Odaiba
- Park Shiokaze
- Hokejski stadion Seaside Park
- Hipodrom Sea Forest
- Veslačka staza Sea Forest
- Kanu slalom
- Strelište Dream Island
- Olimpijski plivački centar
- Međunarodni plivački centar Tokyo Tatsumi
- Baji Cohen
- Musashino Forest Sports Plaza
- Stadion Tokio
- Saitama Super Arena
- Strelište Asaka
- Klub sportskih aktivnosti Kasumigaseki
- Međunarodni kongresni kompleks Makuhari Messe
- Marina Enoshima
- Izu velodrom
- Izu poligon za brdski biciklizam
- Sapporo arena
- Stadion Miyagi
- Stadion Saitama
- Međunarodni stadion Yokohama
- Olimpijsko selo
- Međunarodni izložbeni centar IBC / MPC Tokio

## Olimpijske igre u brojkama
Prema istraživanjima, čak 36% Japanaca žele ponovno odgoditi igre, iz straha od novog koronavirusa. Javnost podržava eventualno otkazivanje događaja s 34% i snažno se protivi dodatnoj financijskoj pomoći organizatorima, jer će igre za grad Tokio već imati dugoročne posljedice. 
Financijska šteta koja je gradu Tokiju nanesena ljetnim olimpijskim igrama 2020. procjenjuje se na oko 6 milijardi eura, unatoč financijskoj pomoći japanskih vlasti, jer je japanski premijer također uključen u organizaciju događaja.
Ukupni proračun igara iznosi gotovo 12 milijardi eura. Gotovo četvrtina svih sponzora odustala je od projekta Ljetnih olimpijskih igara 2020. Razlozi za otkaz su različiti: neki su odustali zbog financijske nelikvidnosti tvrtki izravno pogođenih pandemijom, dok drugi razlozi imaju više veze s nesuglasicama oko sponzorskih ugovora, ili su se stvari zakomplicirale dodatnim sponzorskim troškovima.
Ljetne olimpijske igre 2020. zasad ostaju s 57 sponzora, a Međunarodni olimpijski odbor osigurao je dodatnih 750 milijuna eura u fond za premošćivanje u znak solidarnosti.

## Vremenska crta
23. svibnja 2012. – Madrid, Istanbul i Tokio bila su tri glavna finalista koja se natječu za domaćinstvo Ljetnih olimpijskih igara 2020.
7. rujna 2013. – Tokio je proglašen pobjednikom i domaćinom Igara, odluka je donesena u Buenos Airesu u Argentini.
3. kolovoza 2016. – Međunarodni olimpijski odbor dodijelio je status olimpijskih disciplina za pet novih sportova: skateboarding, karate, surfanje, sportsko penjanje i bejzbol/softbol.
28. veljače 2018. – Maskote Olimpijskih i Paraolimpijskih igri službeno su predstavljene javnosti. Maskote su zamišljene kao bića u obliku superheroja, čije se osobnosti, prema riječima organizatora, potpuno suprotstavljaju, ali ih povezuje prijateljstvo i poštovanje.
7. kolovoza 2018. – Olimpijski odbor najavljuje upotrebu tehnologije prepoznavanja lica na Igrama, kao dio zaštite samog događaja. U očekivanju visokih temperatura u ljetnim mjesecima, to bi također skratilo redove na samim događanjima i tako pridonijelo dodatnoj zdravstvenoj prevenciji.
24. srpnja 2019. – Predstavljaju se novodizajnirane olimpijske medalje, u obliku kamenja promjera 8,5 centimetara. Sve medalje bit će izrađene od zlata, srebra i bronce (u slučaju Tokija, bakra i cinka – uzetih iz doniranih mobilnih telefona i druge elektronike u sklopu kampanje zaštite okoliša i recikliranja).
15. prosinca 2019. – Otvaranje stadiona s 68 000 sjedećih mjesta, na kojemu će se održati ceremonije otvaranja Olimpijskih i Paraolimpijskih igara. Dizajnirao ga je arhitekt Kengo Kuma, a investicija je iznosila 1,2 milijarde eura ili 157 milijardi jena.
10. siječnja 2020. – Međunarodni olimpijski odbor pružio je smjernice o zabrani političkih i drugih prosvjeda tijekom sportskih događaja i dodjela nagrada. Prosvjedi su također zabranjeni na svim sportskim infrastrukturama i u Olimpijskom selu.
12. ožujka 2020. – Ceremonija paljenja olimpijskog plamena u provinciji Olimpija u Grčkoj. U strahu od širenja koronavirusa, događaj je zatvoren za javnost. Olimpijski će plamen putovati kroz svih 47 provincija Japana za 121 dan.
24. ožujka 2020. – Japanski premijer Shinzo Abe i Međunarodni olimpijski odbor dogovaraju se o konačnoj odluci o odgađanju Ljetnih olimpijskih igara 2020. za 2021. godinu. Igre će i dalje kao oznaku nositi 2020. godinu.
30. ožujka 2020. – Međunarodni olimpijski odbor objavio je da će se odgođene Olimpijske igre u Tokiju održati od 23. srpnja do 8. kolovoza 2021.

## Svečanost otvaranja
Svečanost otvaranja Ljetnih olimpijskih igara 23. srpnja 2021. na Olimpijskom stadionu u Tokiju otvorio je japanski car Naruhito. Prema nalogu Olimpijske povelje, svečanost je činilo i formalno i svečano otvaranje ovog međunarodnog športskog događaja, uključujući pozdravne govore, postavljanje zastava i mimohod športaša, s umjetničkim spektaklom koji je predstavio kulturu i povijest države domaćina. Većina umjetničkih izvedbi bilo je unaprijed snimljeno, s dijelovima izvedenima uživo s malobrojnim gledateljstvom i izvođačima koji su nastupali u skladu s protuepidemijskim mjerama. Svečanošću je obilježena 125. godišnjica Ljetnih olimpijskih igara 1896. u Ateni, prvog izdanja modernih Olimpijskih igara. Tema olimpijske svečanosti bila je “Kretanje naprijed”, nadovezujući se na svjetsku pošast koronavirusa, s krilaticom „Tokio 2020 ujedinjen emocijom”, kojim organizatori namjeravaju "ponovno potvrditi ulogu športa i vrijednost Olimpijskih igara.